# Monedele euro spaniole
Euro (simbol EUR sau €) este moneda comună pentru majoritatea țărilor europene, care fac parte din Uniunea Europeană. Moneda Euro are două fețe diferite, una comună (fața "europeană", arătând valoarea monedei) și una națională ce conține un desen ales de către statul membru UE în care este emisă moneda. Fiecare stat are unul sau mai multe desene proprii. 
Pentru imagini cu fața comună și descrieri detaliate ale monedelor, vezi Monede euro.
Monedele Euro spaniole au pe fața lor națională trei desene diferite pentru fiecare din cele trei serii de valori. Monedele de 1, 2 și 5 cenți au fost desenate de Garcilaso Rollán, desenul pentru monedele de 10, 20 și 50 cenți este realizat de Begoña Castellanos, iar cel pentru monedele de 1 și 2 euro a fost făcut de Luis José Díaz. Toate desenele conțin cele 12 stele ale UE și anul emiterii.
| 0,01 €                                                   | 0,02 € | 0,05 € |
| -------------------------------------------------------- | ------ | --- |
|                                                          |        | |
| Fațada Obradoiro a catedralei din Santiago de Compostela |        | |
| 0,10 €                                                   | 0,20 € | 0,50 € |
|                                                          |        | |
| Miguel de Cervantes, celebrul scriitor spaniol           |        | |
| 1,00 €                                                   | 2,00 € | Marginea monedei de 2 €                                                                                                 |
|                                                          |        | Pe marginea monedei apare inscripția „2 * *”, repetată de șase ori, orientată alternativ de jos în sus și de sus în jos |
| Portretul Regelui Juan Carlos al Spaniei                 |        | |